# Touat

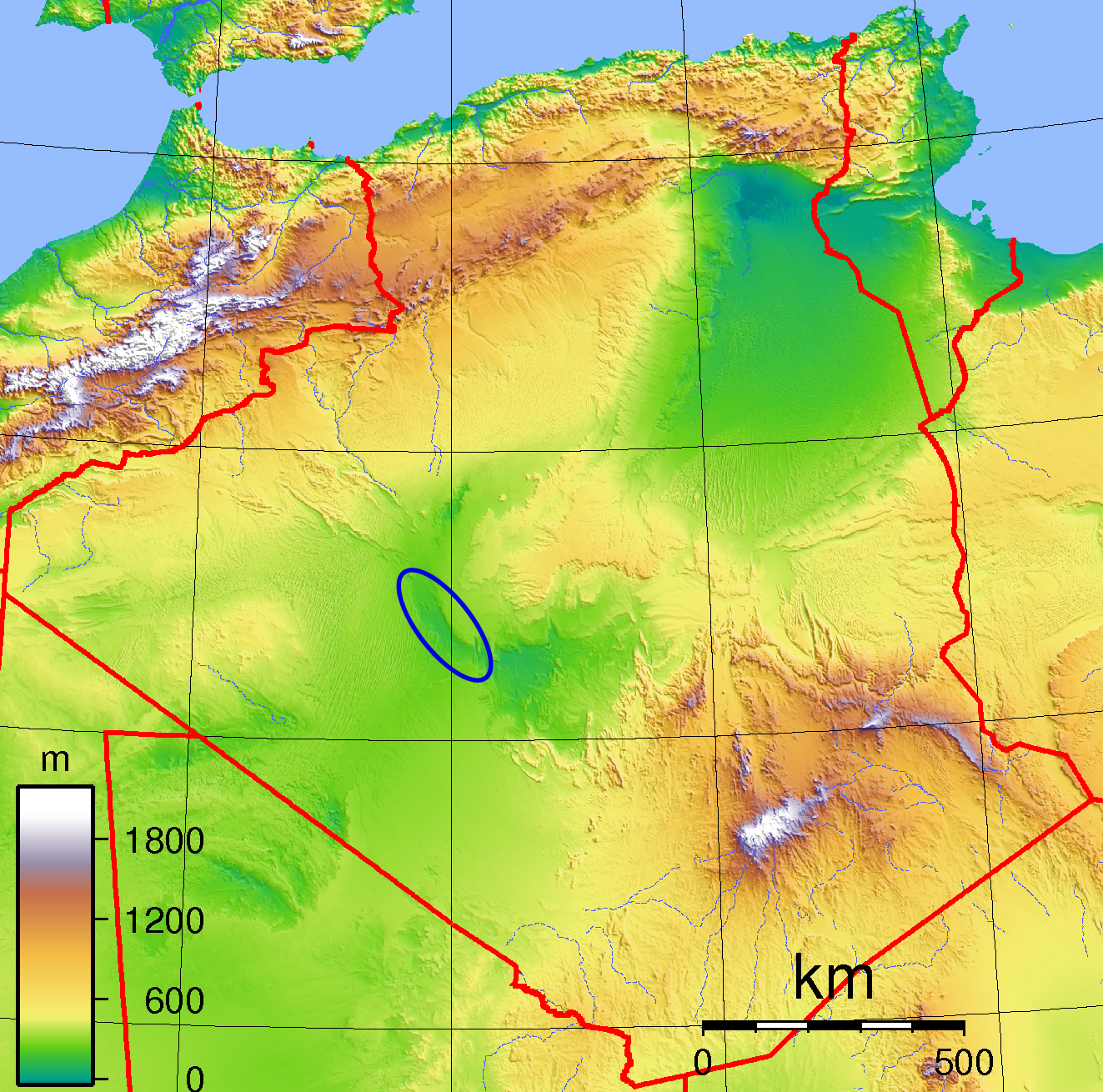
Localisation de la région du Touat en Algérie.

Le Touat est une région de l'ouest du Sahara algérien, située au sud-ouest du Grand Erg occidental, dans la wilaya d'Adrar.
La composition de la population du Touat est diverse. On y retrouve des Subsahariens, des Berbères, des Haratines, des Arabes. La région a été peuplée par une communauté juive dans l'Antiquité et au Moyen Âge, notamment à Tamantit,.

## Géographie

### Situation

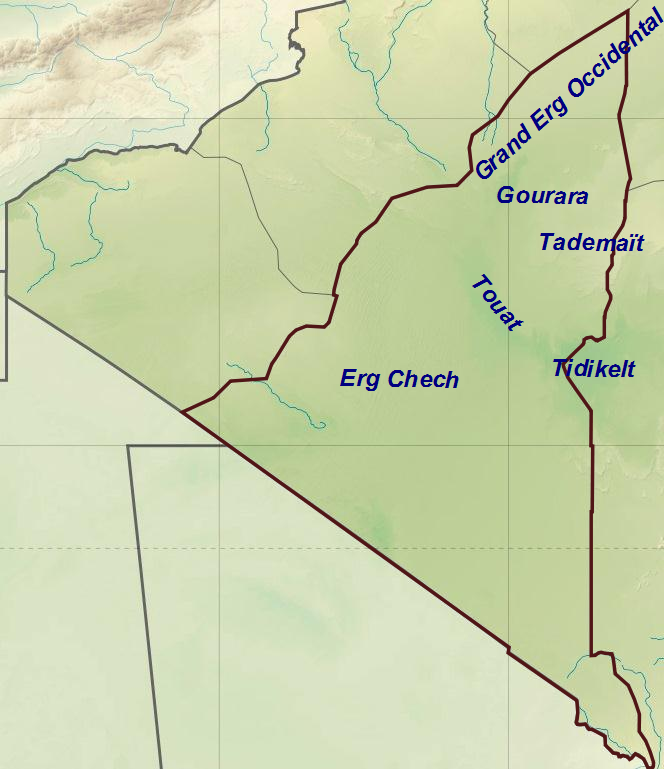
Localisation du Touat dans la wilaya d'Adrar.

La région du Touat est située au centre de la wilaya d'Adrar. Elle est délimitée :
- au nord-ouest, par le Grand Erg occidental, par la région du Gourara et le plateau du Tademaït ;
- à l'est, par la plaine du Tidikelt ;
- au sud et à l'ouest, par l'Erg Chech.

### Relief et hydrographie
La région du Touat s'étend le long de la vallée de l’Oued Messaoud, sur une distance de 220 km environ.

### Villes et oasis

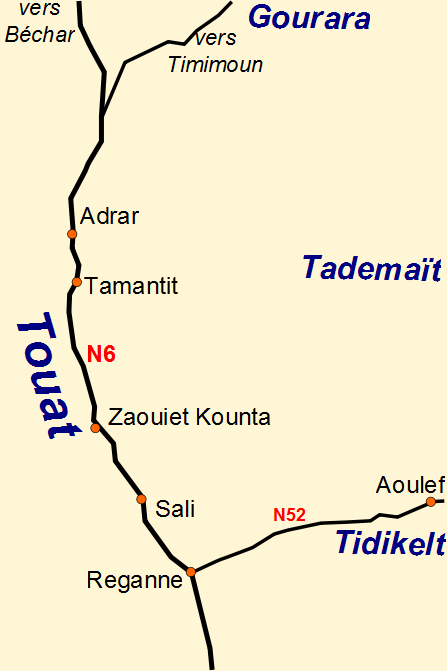
Villes du Touat.

Les villes et oasis du Touat sont implantées le long de l'oued Messaoud et de la route nationale 6, selon une orientation nord-ouest - sud-est. Les principales localités du Touat sont : Adrar, Bouda, Tamantit, Zaouiet Kounta, Sali et Reggane.

### Climat
Le Touat bénéficie d'un climat désertique chaud (Classification de Köppen BWh) nettement accentué, très chaud et très sec toute l'année car la région est située dans la zone saharienne hyper-aride, au cœur du plus grand désert chaud de la planète. En été, les températures maximales moyennes sont uniformément supérieures à 46 °C alors que les températures moyennes minimales avoisinent les 30 °C. Néanmoins, la région est sujette à de nombreux pics de chaleur pouvant atteindre 54 °C à l'ombre ou davantage, bien que de telles températures maximales soient rarement déclarées de façon officielle. En hiver, les températures maximales moyennes restent supérieures à 20 °C alors que les températures moyennes minimales descendent à environ 4 °C avec certaines gelées nocturnes possibles mais rares. Même en hiver, le climat reste chaud, sec, ensoleillé et très agréable. C'est un des secteurs les plus chauds en Algérie. Les précipitations moyennes annuelles avoisinent 15 mm et il peut facilement se passer plusieurs années sans aucune précipitation du tout. La durée moyenne d'ensoleillement annuel se situe entre 3 700 et 4 000 h par an, soit un des taux les plus élevés au monde et la présence de nuages dans le ciel est rare. L'aridité y est extrême et l'évaporation y atteint des valeurs considérables à cause de la chaleur extrême et des vents desséchants qui balayent régulièrement la région. C'est une des régions les plus chaudes, les plus sèches, les plus arides et les plus ensoleillées au monde.

## Histoire

Routes commerciales transahariennes.

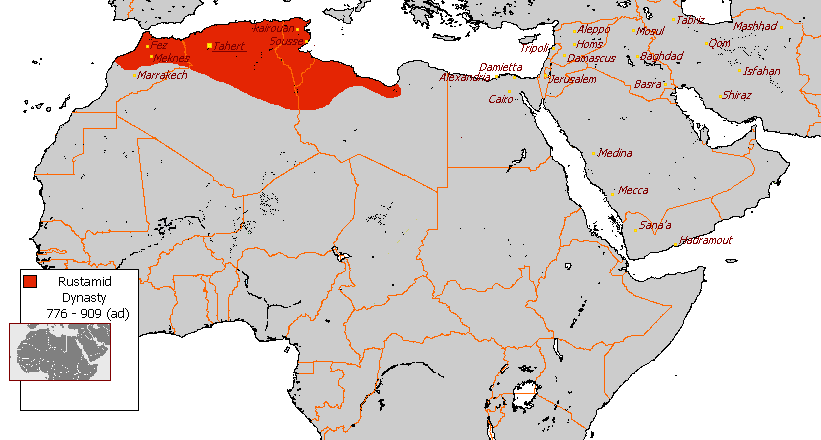
Expansion maximal de l'ibadisme mouvement religieux au Maghreb qui donna dans l'actuelle Algérie le royaume de Tiaret.

### Antiquité
La communauté juive du Touat s'est établie dans cette région au cours des Ier et IIe siècles. Leur installation a lieu en 70 apr. J.-C., à la suite de la chute de Jérusalem, et après les répressions exercées par Marcius Turbo en 115 en Cyrénaïque,.

### Période médiévale
Au Moyen Âge, les habitants du Touat étaient proches de deux villes importantes au Sahara, à l'Ouest Sijilmassa et à l'Est Ouargla. Les Banou Midrar des Meknassas étaient à l'Est et l'Ouest et étaient des Sufrites, ils fondent Sidjlimassa et contrôlaient les routes vers Bilad al Habech (pays des Noirs) et Bilad Soudan. Ces Miknissa avaient le contrôle de plusieurs villes dont Tiaret. Leur capitale reste Sidjlimassa, ce qu'A.G. P Martin et Zerouki (spécialiste de l'histoire ibadites) confirment. Les liens entre Ibn Rustum, fondateur de Tiaret, étaient étroites avec les Banou Midrar. La population de Sijlimassa envoyait la zakât aux rostémides de Tiaret. L'influence des ibadites étaient probablement importantes chez les populations locales de la région. Plusieurs historiens rapportent qu'au cours du Moyen Âge, il y avait des Juifs et des Zénètes ibadites de la région qui faisaient du commerce entre Gourara et le Soudan et ils avaient aussi le contrôle des routes.
Les conflits qui opposeront les empires arabes (abbassides, fatimides) aux nekkarites, aux ibadites et aux sufrites au Nord provoque un changement important en Afrique du Nord. Des dynasties berbères se forment tour à tour. À leur tour, elles se confrontent entre elles lorsqu'elles prennent le pouvoir au Maghreb et en Andalousie. Vers le milieu du Xe siècle, les tribus arabes, venues d'Égypte pour réprimer les alliés des Fatimides en Ifriqiya, pénètrent dans le Sahara et vivront avec les populations déjà existantes. Plusieurs dynasties berbères prennent le Maghreb.
Au début du XIVe siècle, le Touat est sous l’autorité de l’émir mérinide Abū ‘Alī (1333), roi de Sijilmassa. Mais dès la fin du XIVe siècle le Touat du fait du commerce transsaharien rentre dans l'orbite de Tlemcen et des Zianides. Bénéficiant du développement de Tlemcen et de l’essor de Tombouctou, le Touat (sud-ouest de l’Algérie actuelle) fut, dès la fin du VIIIe / XIVe siècle, l’une des étapes principales sur les routes reliant l’Afrique du nord (y compris l’Égypte mamelouke) à l’Afrique subsaharienne. L’axe Tlemcen-Touat-Tombouctou joua un rôle singulier en permettant la mise en contact de ces espaces saharien et sahélien avec la capitale zianides alors grand centre d’élaboration du mālikisme. Il devint une voie de transmission du savoir, et contribua à l’arrivée, dans les oasis et jusque dans la boucle du Niger, de savants formés dans cette ville.

Le génois Antonio Malfante parcourt le Sahara à partir de Sijilmassa. Il est le premier européen à parcourir le Touat en 1447. 

#### Histoire des Juifs du Touat
La bibliographie concernant cette communauté est assez pauvre et ce paragraphe est fondé principalement sur un article de J. Oliel dans l'Encyclopédie berbère et un livre du même auteur.
Après que la communauté juive de Cyrène a été anéantie lors de la révolte juive des années 115-117, dont la Cyrénaïque semble être l’un des centres, une population se serait réfugiée dans les régions du Mzab et du Touat. Des Juifs d'Irak et d'Arabie les auraient rejoint aux VIe siècle et VIIe siècle. Toutefois, on ne connaît pas précisément l'histoire des Juifs au Touat avant l'arrivée des musulmans au xe siècle.
L’histoire de l’entité juive touatienne n’a été vraiment connue qu’après l’arrivée des Français, en 1900. 
Une lettre de 1235 trouvée dans la Guéniza du Caire fait état d’un commerce caravanier de matières et objets précieux transitant par le Touat où les Juifs tenaient des rôles variés allant de commanditaires aux simples chameliers. Une stèle en hébreu datée de 1390 à Tamantit démontre la présence de rabbins et de lithographes juifs. Des Juifs du Touat ont pu renseigner les cartographes majorquins aux XIIIe siècle et XIVe siècle Les sources d’origine hébraïque sont inexistantes en dehors de quelques documents provenant des autorités rabbiniques d’Alger, datés des XIVe et XVe siècles et attestant l’existence de relations entre les communautés du Touat-Gourara et celles du Maghreb (notamment du Mzab, du Draa, de Tlemcen, Alger et Sijilmassa).
Dans le Touat médiéval, l'équilibre était menacé par les arrivées continuelles de tribus nombreuses et souvent turbulentes. Des tensions se sont succédé tout au long du XIVe siècle, rendant particulièrement inconfortable la situation des Juifs, désormais minoritaires et regroupés dans un quartier de Tamentit, pour échapper aux attaques.
Yahya Ibn Yidīr, savant étranger à la région, formé à Tlemcen où il a étudié les sources classiques du mālikisme arrive au Touat en 1441, où il aurait occupé la judicature à Tamanṭīṭ. On ne sait pas si cette désignation était le fait du sultan zianide, ou d’un accord des notables locaux sur un homme reconnu pour ses qualités de savant et son autorité personnelle. Il laisse sa judicature à Abd Allāh al-‘Aṣnūnī, son élève arrivé au Touat en 1458 et qui s'oppose à un autre savant venu de Tlemcen Cheikh Abdelkrim El Maghili. Ce dernier arrivé au Touat vers 1478 fait naître une polémique sur le statut légal des synagogues des ksour du Touat. La communauté juive du Touat est massacrée en 1492 à l'instigation de Cheikh Abdelkrim El Maghili,. Léon l’Africain qui traverse le Gourara voisin en 1509 annonce la fin du « petit royaume juif saharien ». Le mot « royaume » n'ayant pas un sens politique, étant donné que le Touat n'avait ni roi, ni armée mais constituait alors une entité économique organisée.
Quelques patronymes juifs comme Touati ou Touitou rappellent des ancêtres à la communauté du Touat mais surtout on leur devrait les foggaras, les galeries d'irrigation des oasis de la région,.

### DuXVIeauXIXesiècle

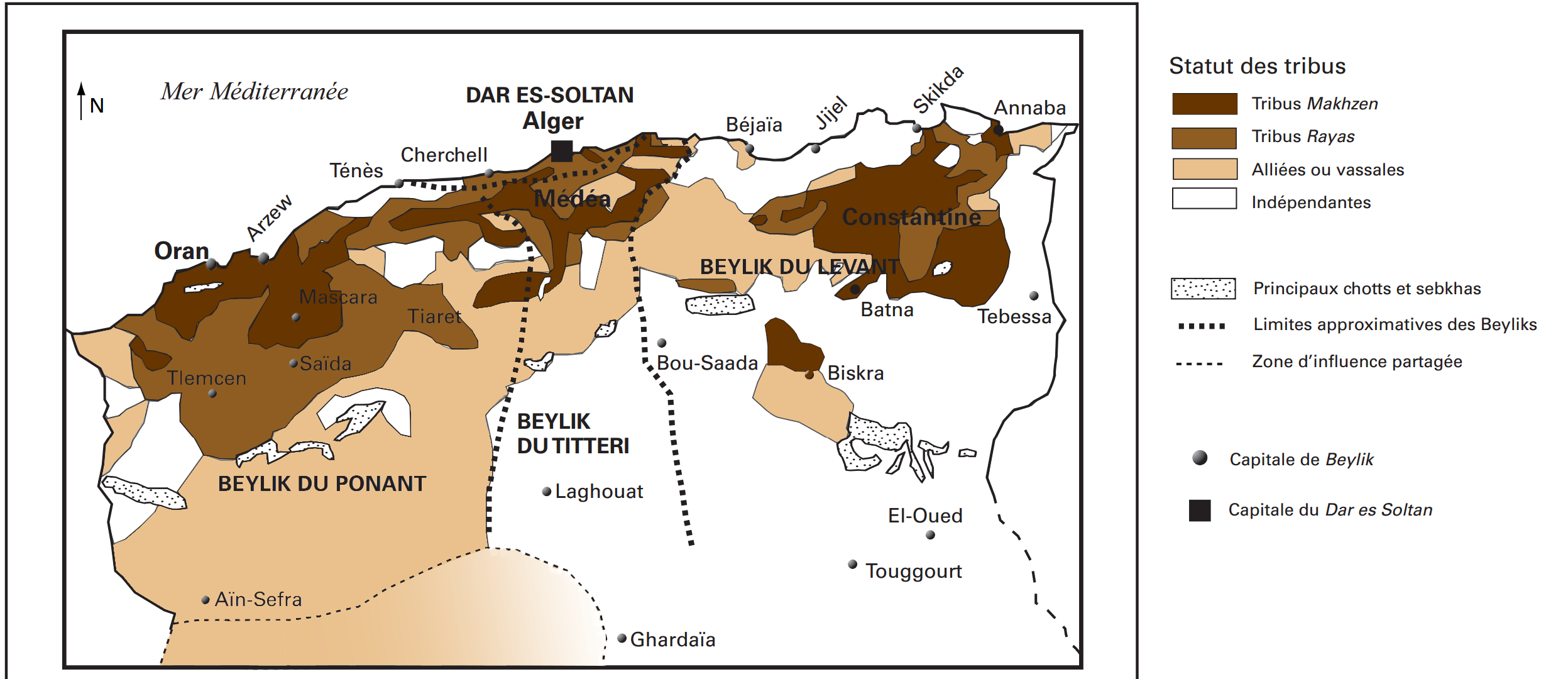
Le Maghreb central sous suzeraineté ottomane. Situation des tribus par rapport au pouvoir de la régence.

Pour Kouzmine et al. « le Sud ne représentant alors qu’un enjeu stratégique de faible importance pour les Ottomans, la notion même de frontière n’ayant pas de sens dans un Sahara précolonial, la délimitation territoriale du Sahara constitua une des œuvres de la colonisation française. »
Selon Rachid Bellil — sociologue et anthrophologue algérien — en 1578 les habitants du Touat font appel au dey d'Alger pour les protéger des razzias qui sont le fait des caïds Tafilalet qui est sous l'autorité des chérifs. Tlemcen étant annexée à la Régence d'Alger, les notables des oasis savent à quelle autorité s'adresser. Ce fut la première fois que les Turcs se déplacèrent aussi profondément au Sahara au sud de Tlemcen.
Les saadiens du Maroc se devaient donc réagir. Le sultan saadien, lance une première expédition en 1581 qui, mal préparée, s'arrête à Figuig. Mais l'année suivante, en 1582, il atteint le Gourara aux moyens de corps expéditionnaires dotés d'armes à feu et commandés par deux chefs, Ahmad Ben Barka et Ahmad Ben Haddad. Les Touatiens utilisent encore épées et javelots, et la défense au moyen des murailles des ksour. Mais cette démonstration de force des Saadiens n’empêche pas les Turcs de maintenir une présence dans la région : en 1582, le fils du bey de Tripoli arrive dans le Touat à la tête d'une délégation d'une dizaine de savants, en 1585, c'est le caïd Hammu Ben Barka qui s'empare du ksar de Timimoun où il séjourne 2 semaines.
En 1591, l'expédition saadienne vers Tombouctou, passe par le Touat. L'influence saharienne des Saadiens est au maximum. Cependant entre 1596 et 1608, la peste s'installe dans l'actuel Maroc, ce qui réduit les déplacements et isole les oasis du Touat et du Gourara : le chroniqueur Sidi Bahaïa note qu'à partir de 1604 on ne voit plus de caïd de l'Ouest arriver au Touat pour y prélever l’impôt. La dynastie saadienne rentre dans une phase de déclin à la suite des querelles de succession. La mort d'Ahmed El Mansour réveille les convoitises turques sur la région : les chroniqueurs du Touat notent ainsi une recrudescence de l'influence turque sur les oasis sahariennes. En 1631, une caravane venue de Ghadamès parvient au Tidikelt, avec une recommandation pour des négociants anglais ; d'autres caravanes de Ghadamès ou de Tripolitaine parviennent au Touat avec des recommandations similaires. Ce qui implique l'existence de personnes pourvues de l'autorité nécessaire pour les faire respecter et acquises aux Turcs.
À partir du XVIIe siècle, la dynastie alaouite établit épisodiquement un contrôle plus indirect de la région par l’intermédiaire des caïds du Tafilalet. Le fondateur de la dynastie, Moulay Cherif, vint au Touat en 1645 et en 1652, pour y installer des garnisons et des gouverneurs, et ses successeurs maintinrent plus ou moins leur autorité sur les oasis, en veillant à la perception des impôts. Les chroniques du Touat ne font que mentionner ces expéditions punitives menées par les caïds venus du « gharb » (ouest). Selon Kouzmine et al., la zone au sud du beylik d'Oran et du mont des Ksour se trouve ainsi dans une zone d'influence partagée entre la régence d'Alger et les dynasties chérifiennes. Pendant que les troupes algériennes étaient occupées dans l'est et l'ouest de la Régence, le sultan alaouite Mouley Solimân faisait la conquête de Figuig en 1805 et celle du Gourara et du Touat en 1808.
Selon Alfred Le Chatelier, soldat français, céramiste et islamologue, le Touat, à tout moment de l'histoire, n'avait pas fait partie intégrante du Maroc. Les habitants n'ont jamais dépendu d'eux plus de quelques années. À chaque occasion, ils affirmaient leur indépendance et se libéraient de tout vassalage religieux.
Selon les géographes français du XIXe siècle, le Touat payait impôt auprès du dey d'Alger avant 1830. La France se fondant sur le traité de capitulation du dey d'Alger — de jure : « convention franco-algérienne de 1830 » — et l'ordonnance d'annexion de 1834, considère que ses droits étaient applicables à tous les territoires algériens , même sahariens. Le commerce entre le Touat et Alger avait été très actif, mais en net déclin depuis la prise d'Alger par les troupes françaises. En 1857, les délégations du Touat et du Tidikelt se présentent aux autorités françaises. Pour éviter la conquête ils demandent le protectorat de la France et en lui payant l'impôt comme autrefois au dey.
Le traité de Lalla Maghnia signé en 1845 entre la France et le Maroc n'établit pas de limite territoriale dans le désert du Sahara « entre les deux pays, puisque la terre ne se laboure pas et qu'elle sert seulement de pacage aux Arabes des deux empires qui viennent y camper pour y trouver les pâturages et les eaux qui leur sont nécessaires. Les deux Souverains [le sultan du Maroc et le roi des Français appelés Empereurs] exerceront de la manière qu'ils l'entendront toute la plénitude de leurs droits sur leurs sujets respectifs dans le Sahara. ». 
Au contraire, selon l'historien Charles André Julien — qui fut un temps conseiller du roi Mohammed V — le Touat relevait de l'Empire chérifien (Maroc). Selon lui, jamais les Turcs, maîtres de l'Algérie, n'y avaient exercé même un contrôle.  Cependant le traité de Lalla Maghnia, ne fixe pas de délimitation au sud des Ksours ; le pays saharien au sud de Figuig n'étant alors réputé appartenir à personne et toute délimitation serait superflue. Un vieux général d'origine turque, un certain Mustapha Ben Ismaël déclare aux Français, que le désert au sud du défilé de Teniet es Sassi n'appartient à personne (« es Sahara, ma tecla ila ahouad ») lorsqu'ils l'interrogent sur la délimitation des territoires algériens et marocains.

### Période de la colonisation française
Pour la France, le Touat est présenté comme un appendice naturel et indispensable à l'intégrité territorial de la colonie algérienne. La notion d'hinterland algérien permet à la colonisation française de faire fi des prétentions marocaines ; ainsi le rapport d'une mission topographique en 1843 affirme : « Le Touat n'appartenait à personne, pas même à lui-même car il n'était pas organisé ». Cette méthode reposant sur l'ignorance des liens anciens qui unifiait ces oasis et la proclamation d'une région neuve est un point de vue et usage géopolitique à visée coloniale évidente.
En 1860, une mission touatienne au Maroc est reçue par le chef suprême des Taïbya, et les Touatiens entrèrent dans le domaine religieux du chérif de Marrakech, en renonçant à « l'habitude defaire la prière au nom du sultan de Constantinople », pour la dire au nom du sultan du Maroc. Toutefois, rien dans cette transformation ne donne de « droits politiques au chérif ».
En 1861, la caravane militaire dirigée par Colonieu se présenta au Gourara. Les Touatiens crurent à une tentative de conquête et implorèrent la protection du sultan du Maroc. Celui, ci la leur promit, « mais il n'a envoyé jusqu'ici aucun représentant de son autorité au Touat ».
Deux pachas sont finalement nommé par le sultan du Maroc pour le Touat et le Tidikelt. En réalité ces pachas sans makhzen et sans redevance fixe, ne possèdent pas la moindre pouvoir sur la population. La suzeraineté chérifienne, fictive, n'est brandie par les populations que dans la crainte et l'opposition à une occupation française. Les pachas sont défaits et la France occupe le Touat et le Tidikelt en 1900,, rattachant définitivement la région à l'Algérie.
Le pacha marocain du Touat Driss Ben El Kouri s'oppose à l'occupation française lors du combat d'In Ghar pour lequel il avait rassemblé des combattants de tous les ksour Ihamed.
Les Français reçoivent en ambassade le vizir marocain Ben Sliman à la suite de l'occupation des oasis du Touat, Gourara et Tidikelt. Il consacre implicitement la reconnaissance de cette occupation.

### Indépendance de l'Algérie
En 1957, des Algériens, de la compagnie de méharistes du Touat stationnée à Timimoun, ont déserté abattant leurs officiers. Cela déclenche une opération de la légion étrangère avec des blindés adaptés au désert et menés par le général Bigeard. Le combat en terrain dégagé laisse peu de chance aux méharistes qui sont dispersés et l'ALN est tenu en respect par la présence militaire française dans la région. Une partie des méharistes arrivera à établir le contact avec l'A.L.N. et continuera la lutte dans ses rangs par l’intermédiaire d'attentats ou la continuité des désertions,.

## Population

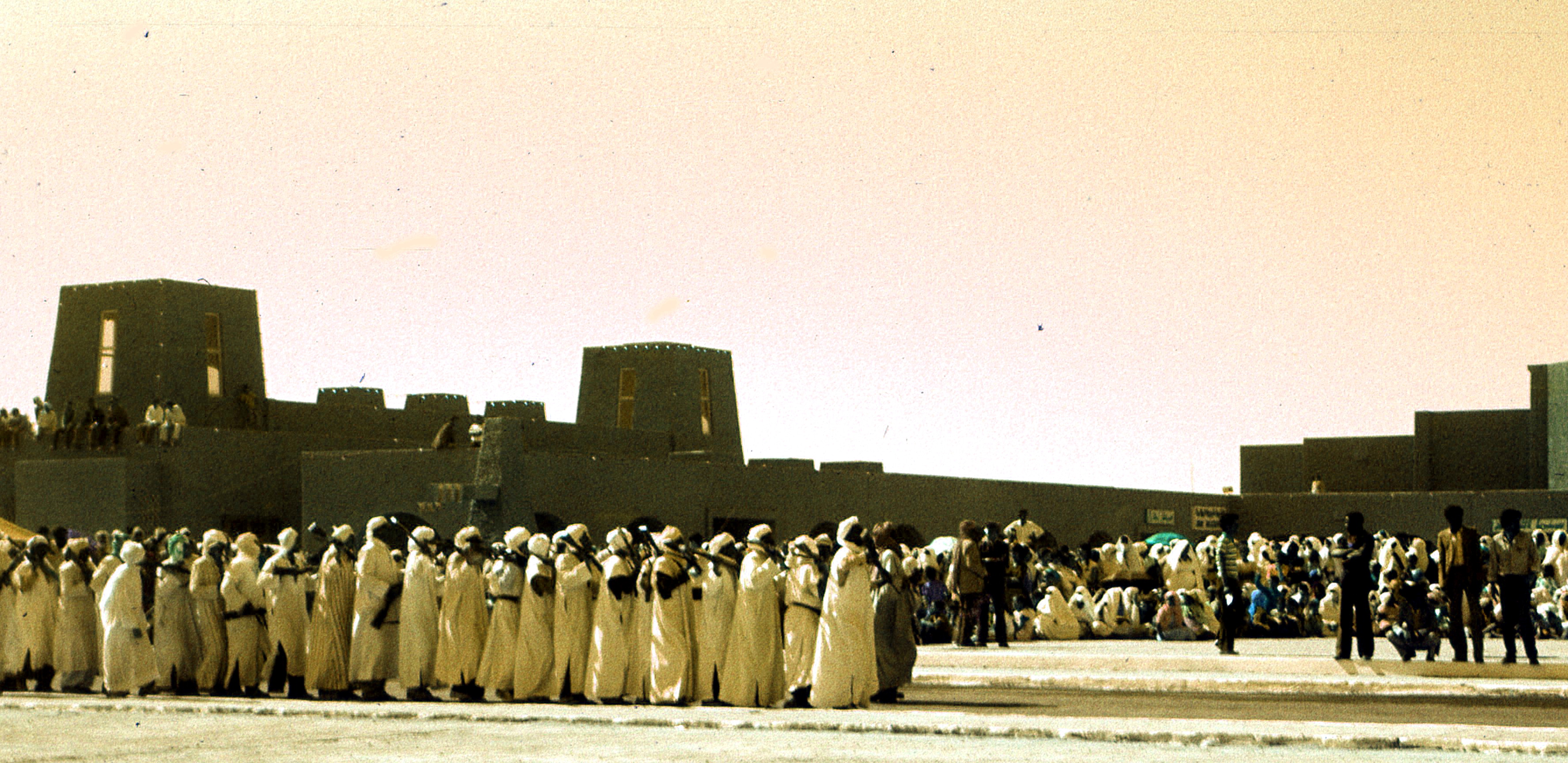
Cérémonie religieuse à Adrar devant un ksar typique de la région

Il y a plusieurs confédérations berbèrophones dans le Touat, les plus importantes sont les Zénètes, les Sanhadja et les Haratins. Cependant, il y a aussi des communautés subsahériennes, des  communautés Arabes, les Hilaliens et aussi une communauté juive islamisée[réf. nécessaire].
Dans l'Antiquité la population était considérée Gétule, car elle ne fut soumise à aucune force étrangère, elle fut le terrain le plus sécurisant des rebelles berbères résistant à l'Empire romain et ses alliés. Les Berbères de la région étaient dès cette période sédentaires et sont restés sur ce mode vie jusqu'à nos jours. Les Ksours et les villages sont construits selon le type architectural de chaque communauté.
L'islamisation apporte la langue savante, l'arabe. Plusieurs savants ou marabouts ou cheikhs étaient et sont établis dans cette région. Ces religieux ont influencé la pratique de l'Islam dans l'ensemble du Maghreb[évasif]. Plusieurs coutumes spécifiques au Touat[Lesquelles ?] ont ainsi été adoptées ailleurs dans le Maghreb.
Les langues de la population sont le berbère et l'arabe.

## Économie

### Les foggaras

Foggara, coupe de principe.

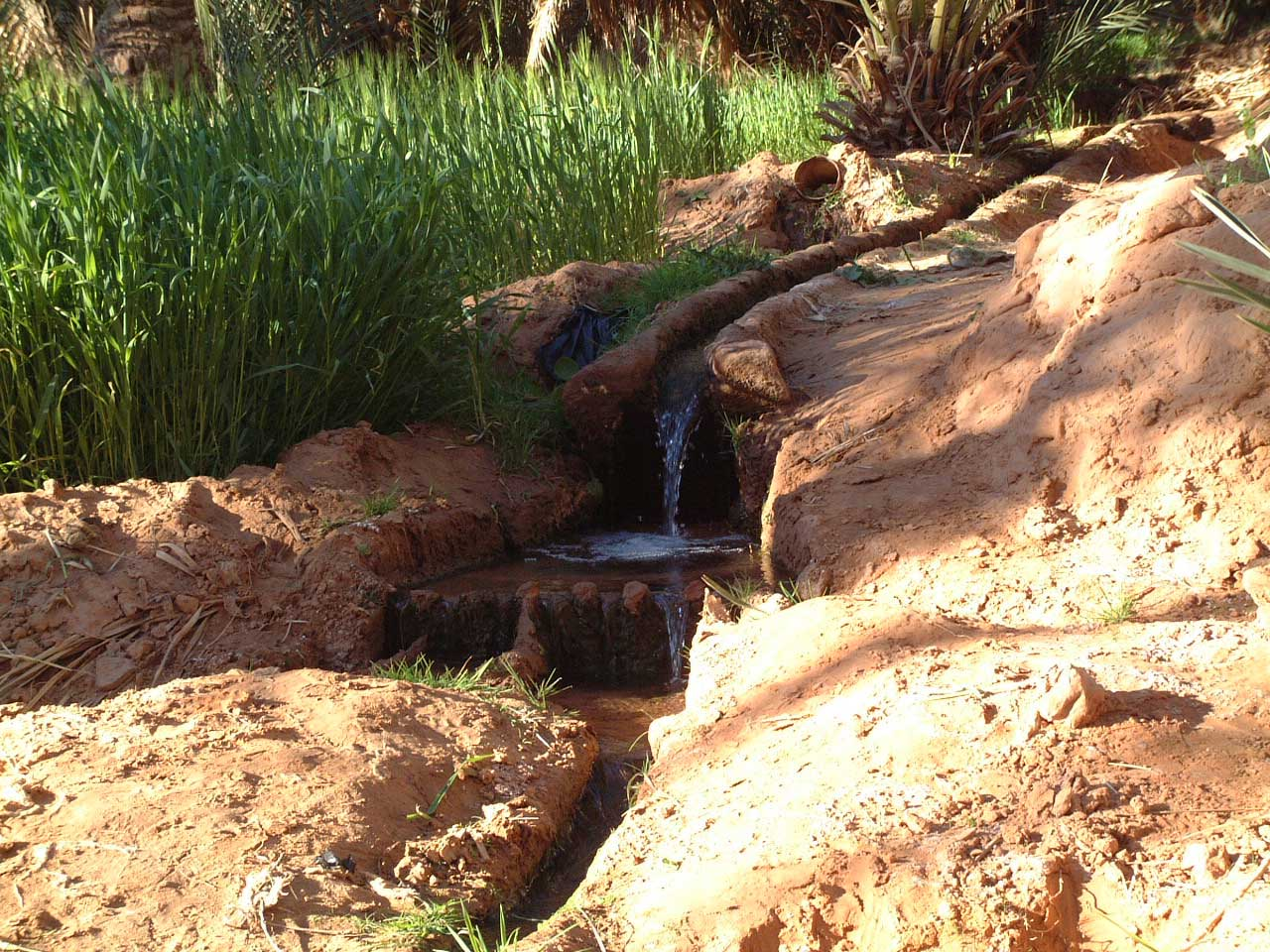
Émergence d'une foggara dans une oasis de Timimoun en Algérie.

Ce type d'irrigation, profondément original, donne aux oasis du Touat et de la région du Gourara leur spécificité.
Les historiens du monde ibadite le signalent, la pratique de l'irrigation à l'aide de système des foggaras à Gourara est tellement ancien que nul n'en connaît l'origine . Les fougaras seraient probablement l'invention des Berbères zénètes judaïsés   et cela bien avant le Xe siècle.
Il consiste à créer des « sources » artificielles en creusant des galeries en pente très faible qui vont rejoindre la nappe. L'eau suinte le long des parois et forme un ruisseau permanent.
Ces galeries sont marquées en surface par des regards pour l'entretien et un survol de la région montre l'ampleur du réseau ainsi créé : on estime à des milliers de kilomètres l'ensemble des foggaras du Gourara et du Touat.
Le système des foggaras ne fonctionne plus depuis 2006, les habitants sont alimentés par le Nord de l'Algérie. Les fruits et légumes sont apportés du Nord. Un désastre écologique est signalé dans cette région.

### Tourisme
La région compte près de 150 ksour. La visite de ces villages fortifiés et des oasis du Touat font partie des circuits touristiques de la région.